# عباس قائیدرحمت
عباس قائید رحمت نمایندهٔ دورهٔ نهم مجلس شورای اسلامی و دبیر دوم کمیسیون اجتماعی مجلس شورای اسلامی از حوزهٔ انتخابیهٔ درود و ازنا در استان لرستان است.